# 奥尔沙
奥尔沙是白俄羅斯的一個城鎮，位於聶伯河與Aršyca河匯流之處。該城是莫斯科-明斯克鐵路與南北鐵路的重要交匯點，向北可通往維捷布斯克，向南可通往莫吉廖夫。

## 著名人物
- 蒋方良（原名：法伊娜·伊帕奇耶夫娜·瓦赫瑞娃），中華民國第一夫人（1978年－1988年）

## 友好城市
- 摩尔多瓦伯爾齊
- 義大利邦德諾
- 俄羅斯維亞濟馬
- 俄羅斯普希金諾
- 波蘭馬佐夫舍地區明斯克
- 保加利亚佩爾尼克
- 亞美尼亞斯皮塔克
- 立陶宛特爾希艾
- 法國沃昂沃兰